# Filmes de 1938 da RKO Pictures

## A RKO em 1938

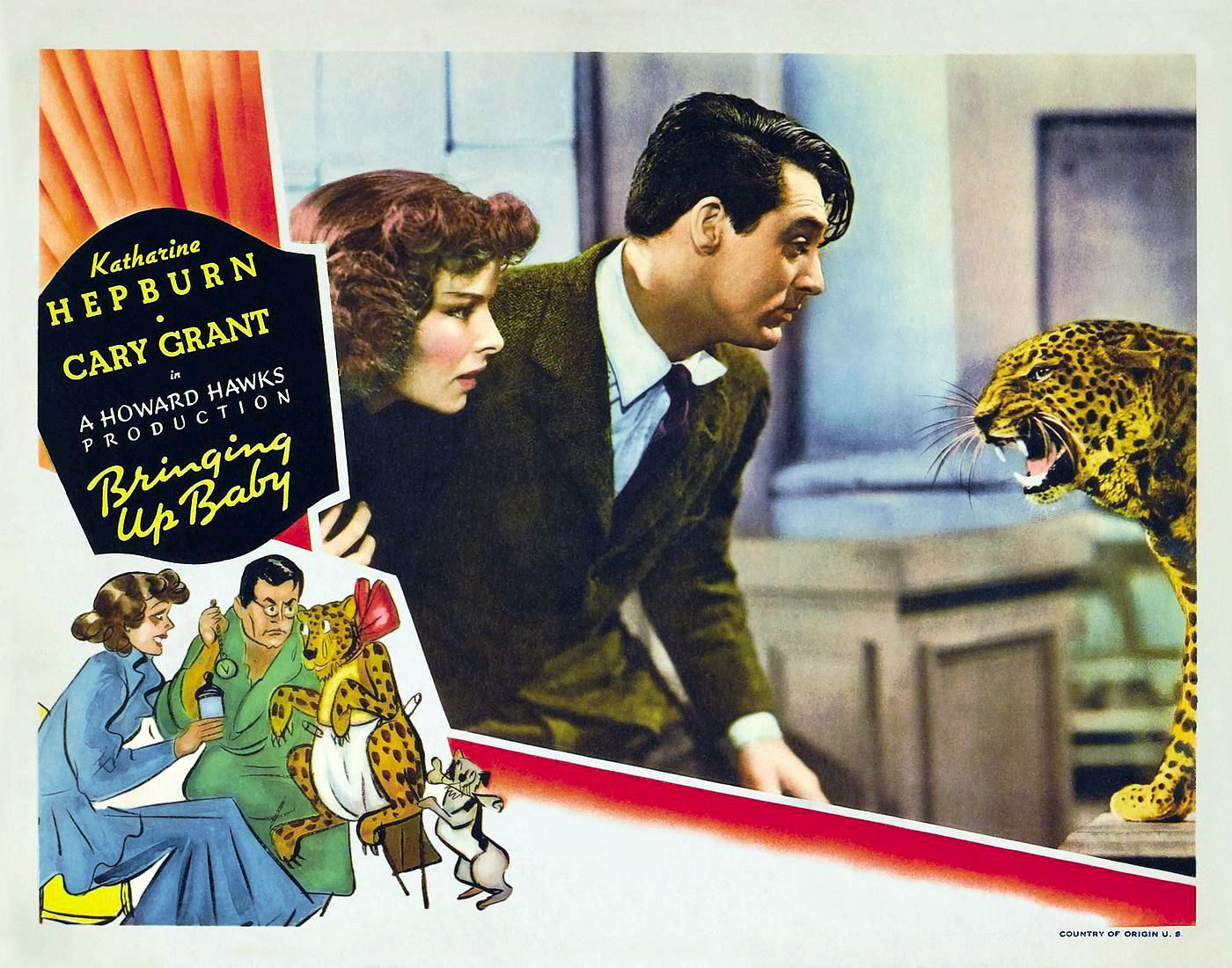
Bringing Up Baby, rejeitado pelo público à época do lançamento, hoje é visto como a melhor screwball comedy (comédia maluca) de todos os tempos

No início do ano, Katharine Hepburn recebeu autorização para rodar Holiday na Columbia Pictures, uma clara indicação de que a RKO já não lhe tinha tanto apreço. Quando retornou, ela já era considerada "veneno de bilheteria" pelos exibidores, principalmente após o baixo desempenho de Bringing Up Baby, e os executivos acreditavam que seu estrelato já chegara ao fim. Então, depois de recusar um papel em Mother Carey's Chickens, a atriz deixou o estúdio.
A RKO desistiu também de Joan Fontaine. A direção sentia que seu potencial era mínimo e ela foi mandada embora, na companhia de Howard Hawks, Edward Kaufman, Jesse L. Lasky e Edward Small. Portanto, resultara em retumbante fracasso o plano de arregimentação de grandes talentos arquitetado por Sam Briskin. Contudo, um pequeno filme, A Man to Remember, revelou duas figuras inventivas: o diretor Garson Kanin e o roteirista Dalton Trumbo.
O presidente Leo Spitz deixou as produções de primeira linha a cargo de Pandro S. Berman e dirigiu sua atenção para os filmes B, defendendo a realização de películas sobre crimes, "exploração" e diversões familiares e sentimentais. Uma herança de Spitz foi a popular série com o anti-herói O Santo, que continuou a ser feita mesmo depois de ele partir (seu lugar foi ocupado por George J. Schaefer, trazido da United Artists).
A RKO lançou 42 filmes em 1938. Foi outro ano decepcionante quanto à qualidade de seus produtos. Os maiores sucessos ficaram com The Saint in New York, Sky Giant, A Man to Remember, Mother Carey's Chickens e Condemned Women. Carefree e Vivacious Lady receberam três e duas indicações ao Oscar, respetivamente, mas o único a ganhar uma estatueta foi Ferdinand the Bull, curta-metragem de animação produzida pelos Estúdios Disney.
A recessão econômica do período foi determinante para outra queda dos lucros da companhia, meros $173.578.

## Prêmios Oscar
Décima-primeira cerimônia, com os filmes lançados em Los Angeles no ano de 1938
| Filme              | Indicações                                                         | Premiações                        |
| ------------------ | ------------------------------------------------------------------ | --------------------------------- |
| Breaking the Ice   | Melhor Trilha Sonora                                               | ---                               |
| Carefree           | Melhor Direção de Arte Melhor Trilha Sonora Melhor Canção Original | ---                               |
| Ferdinand the Bull | Melhor Curta-Metragem de Animação                                  | Melhor Curta-Metragem de Animação |
| Vivacious Lady     | Melhor Fotografia Melhor Mixagem de Som                            | ---                               |

### Prêmios Especiais ou Técnicos
- John Aalberg e Departamento de Som da RKO Radio Pictures: Prêmio Científico ou Técnico (Classe III - Certificado de Menção Honrosa), "pela aplicação de novos métodos na gravação de som"[1][3]

## Os filmes do ano
| Título original                | Título PT/BR                   | Título PT/PT              | Astros                               | Diretor           |
| ------------------------------ | ------------------------------ | ------------------------- | ------------------------------------ | ----------------- |
| The Affairs of Annabel         | Apuros de Annabel              |                           | Jack Oakie, Lucille Ball             | Benjamin Stoloff  |
| Annabel Takes a Tour           | A Turnê de Annabel             |                           | Jack Oakie, Lucille Ball             | Lew Landers       |
| Blind Alibi                    | O Segredo do Impostor          |                           | Richard Dix, Whitney Bourne          | Lew Landers       |
| Blond Cheat                    | Penhor de Discórdia            |                           | Joan Fontaine, Derrick De Marney     | Joseph Santley    |
| Border G-Man                   | G-Man da Fronteira             |                           | George O'Brien, Laraine Day          | David Howard      |
| Breaking the Ice               |                                |                           | Bobby Breen, Charles Ruggles         | Edward F. Cline   |
| Bringing Up Baby               | Levada da Breca                | Duas Feras                | Katharine Hepburn, Cary Grant        | Howard Hawks      |
| Carefree                       | Dance Comigo                   | Quero Sonhar Contigo      | Fred Astaire, Ginger Rogers          | Mark Sandrich     |
| Condemned Women                | Mulheres Condenadas            | Encarceradas              | Sally Eilers, Louis Hayward          | Lew Landers       |
| Crashing Hollywood             |                                |                           | Lee Tracy, Joan Woodbury             | Lew Landers       |
| Crime Ring                     | Círculo de Crime               |                           | Allan Lane, Frances Mercer           | Leslie Goodwins   |
| Double Danger                  | Duplo Perigo                   |                           | Preston Foster, Whitney Bourne       | Lew Landers       |
| Everybody's Doing It           |                                |                           | Preston Foster, Sally Eilers         | Christy Cabanne   |
| Fugitives for a Night          | Fugitivos por Uma Noite        | Fugitivos de Uma Noite    | Frank Albertson, Eleanor Lynn        | Leslie Goodwins   |
| Go Chase Yourself              | Um Susto e Uma Corrida         |                           | Joe Penner, Lucille Ball             | Edward F. Cline   |
| Gun Law                        | No Fim Deu Certo               |                           | George O'Brien, Rita Oehmen          | David Howard      |
| Having Wonderful Time          | O Mundo Se Diverte             | Viva o Amor!              | Ginger Rogers, Douglas Fairbanks Jr. | Alfred Santell    |
| Hawaii Calls                   |                                | Melodias Encantadas       | Bobby Breen, Ned Sparks              | Edward F. Cline   |
| I'm from the City              |                                |                           | Joe Penner, Richard Lane             | Ben Holmes        |
| Joy of Living                  | O Prazer de Viver              | Alegria de Viver          | Irene Dunne, Douglas Fairbanks Jr.   | Tay Garnett       |
| Law of the Underworld          |                                | A Lei do Crime            | Chester Morris, Anne Shirley         | Lew Landers       |
| The Law West of Tombstone      | A Lei na Terra dos Bandoleiros |                           | Harry Carey, Tim Holt                | Glenn Tryon       |
| Lawless Valley                 | O Vale dos Renegados           |                           | George O'Brien, Kay Sutton           | David Howard      |
| The Mad Miss Manton            | Quando Elas Teimam             | Oito Raparigas e Um Crime | Barbara Stanwick, Henry Fonda        | Leigh Jason       |
| Maid's Night Out               | A Criadinha                    |                           | Joan Fontaine, Allan Lane            | Ben Holmes        |
| A Man to Remember              | Um Benemérito                  | Herança de Uma Vida       | Anne Shirley, Edward Ellis           | Garson Kanin      |
| Mother Carey's Chickens        | Aves Sem Rumo                  | O Caminho da Vida         | Anne Shirley, Ruby Keeler            | Rowland V. Lee    |
| Mr. Doodle Kicks Off           |                                |                           | Joe Tenner, June Travis              | Leslie Goodwins   |
| Next Time I Marry              | Quando Me Casar Novamente      |                           | Lucille Ball, James Ellison          | Garson Kanin      |
| Night Spot                     | O Secreto Galanteador          | Noites da Cidade          | Harry Parke, Allan Lane              | Christy Cabanne   |
| Painted Desert                 | Vingança Fatal                 |                           | George O'Brien, Laraine Day          | David Howard      |
| Peck's Bad Boy with the Circus |                                | Uma Aventura no Circo     | Tommy Kelly, Ann Gillis              | Edward F. Cline   |
| Radio City Revels              | Folias de Radio City           | Andam Canções no Ar       | Bob Burns, Jack Oakie                | Benjamin Stoloff  |
| The Rat                        |                                |                           | Ruth Chatterton, Anton Walbrook      | Jack Raymond      |
| The Renegade Ranger            | No Campo Inimigo               |                           | George O'Brien, Rita Hayworth        | David Howard      |
| Room Service                   | Por Conta do Bonifácio         | Hotel dos Sarilhos        | Irmãos Marx, Lucille Ball            | William A. Seiter |
| The Saint in New York          | O Santo em Nova York           | Sombras de Nova Iorque    | Louis Hayward, Kay Sutton            | Ben Holmes        |
| Sky Giant                      | Dominando os Ares              | Gigantes do Céu           | Richard Dix, Chester Morris          | Lew Landers       |
| Smashing the Rackets           |                                |                           | Chester Morris, Frances Mercer       | Lew Landers       |
| Tarnished Angel                | Anjo de Fé                     |                           | Sally Eilers, Lee Bowman             | Leslie Goodwins   |
| This Marriage Business         |                                |                           | Victor Moore, Allan Lane             | Christy Cabanne   |
| Vivacious Lady                 | Que Papai Não Saiba            | Casamento em Segredo      | Ginger Roger, James Stewart          | George Stevens    |